# 시기리야

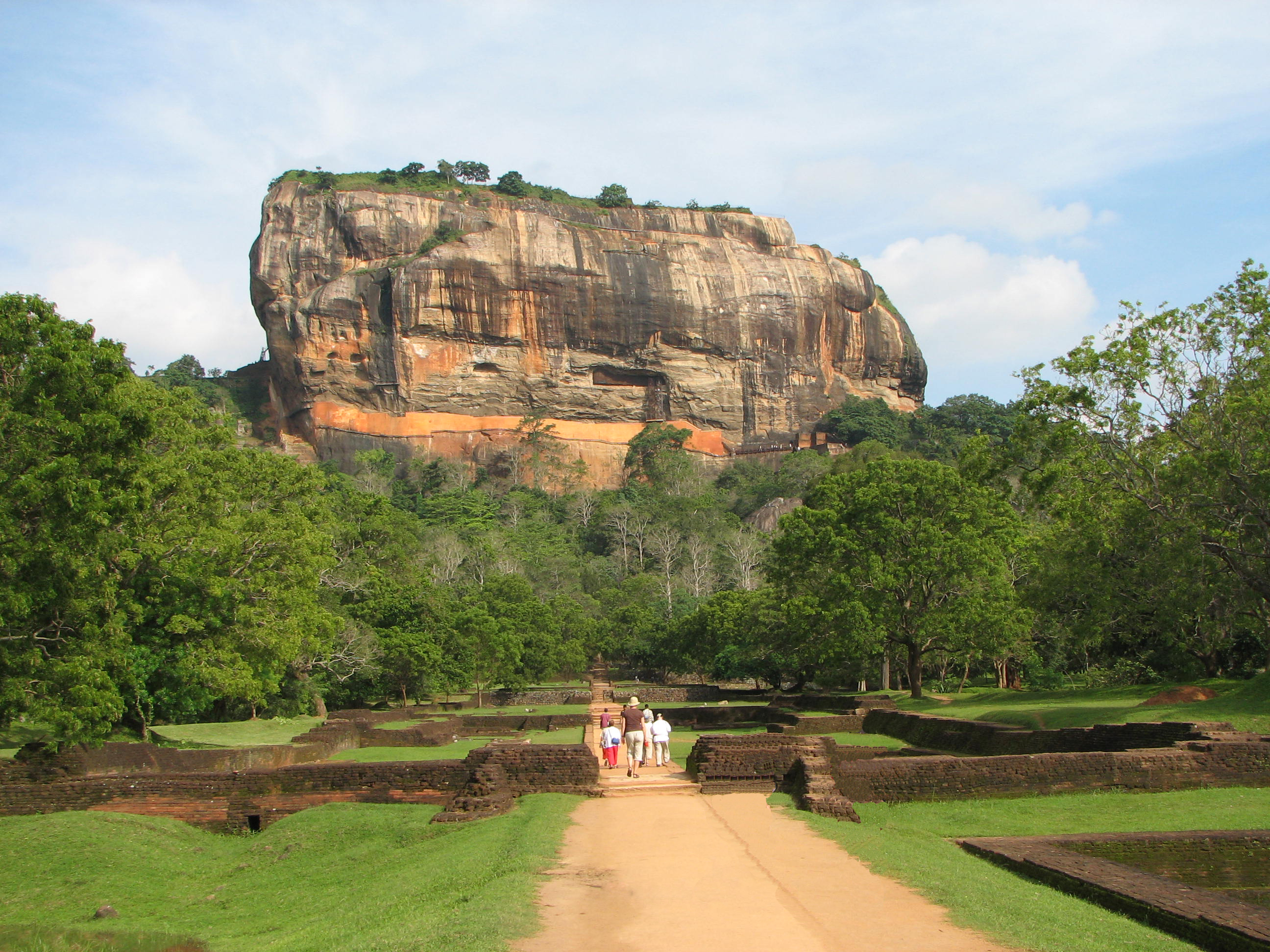
시기리야

시기리야는 5세기 카사파 왕조 때의 수도로 고고학적으로 특히 가치 있는 유적지이다.
시기리야 요새는 예술가이자 정신이상자이기도 했던 카사파왕이 부왕을 죽이고 왕좌에 오른 뒤 후환이 두려워 바위 꼭대기에 세웠다는 궁전터이다. 암벽의 높이는 200m. 이곳이 세계적인 명소가 된 것은 스리랑카의 대표적인 예술작품으로 평가받는 시기리야 벽화 때문이다. 시기리야 벽화는 왕의 시녀들의 시중을 받고 있는 압사라라는 요정들의 모습을 그린 것인데, 이 '시기리야의 숙녀들'은 당초 500명이 넘었지만 지금은 훼손돼 18명만 남아 있다. 시기리야 벽화 아래쪽에는 '미러 월(mirror wall)'이라 불리는 회랑 벽이 있다. 달걀 흰자와 꿀, 석회 등을 이겨 칠했다는 '거울벽'에는 역대 왕조의 흥망을 노래한 서사시와 시기리야 벽화의 여인을 칭송하는 시들이 가득 새겨져 있다. 이 시들은 신할라어로 씌여진 최초의 문학작품으로 알려져 있다.

## 같이 보기
- 마사다